# Dezoksilimonatna A-prsten-laktonaza
Dezoksilimonatna A-prsten-laktonaza (EC 3.1.1.46) je enzim sa sistematskim imenom dezoksilimonat A-prsten-laktonohidrolaza. Ovaj enzim katalizuje sledeću hemijsku reakciju
dezoksilimonat + H2O {\displaystyle \rightleftharpoons } dezoksilimononska kiselina D-prsten-lakton
Ovaj enzim otvara A-prsten-lakton triterpenoidne dezoksilimonske kiselina, ostavljajući D-prsen-lakton nepromenjen.

## Literatura
- Nicholas C. Price; Lewis Stevens (1999). Fundamentals of Enzymology: The Cell and Molecular Biology of Catalytic Proteins (Third изд.). USA: Oxford University Press. ISBN 019850229X.
- Eric J. Toone (2006). Advances in Enzymology and Related Areas of Molecular Biology, Protein Evolution (Volume 75 изд.). Wiley-Interscience. ISBN 0471205036.
- Branden C; Tooze J. Introduction to Protein Structure. New York, NY: Garland Publishing. ISBN 0-8153-2305-0.
- Irwin H. Segel. Enzyme Kinetics: Behavior and Analysis of Rapid Equilibrium and Steady-State Enzyme Systems (Book 44 изд.). Wiley Classics Library. ISBN 0471303097.

## Spoljašnje veze
- Deoxylimonate+A-ring-lactonase на 